# Distrikt Ayaviri (Melgar)
Der Distrikt Ayaviri liegt in der Provinz Melgar in der Region Puno in Südost-Peru. Der Distrikt besitzt eine Fläche von 1017 km². Beim Zensus 2017 wurden 25.057 Einwohner gezählt. Im Jahr 1993 betrug die Einwohnerzahl 23.281, im Jahr 2007 22.667. In der 3907 m hoch gelegenen Provinzhauptstadt Ayaviri lebten 2017 22.247 Einwohner. Ayaviri befindet sich 90 km nordwestlich vom Titicacasee.

## Geographische Lage
Der Distrikt Ayaviri liegt im Andenhochland im äußersten Südosten der Provinz Melgar. Der Fluss Río Pucará (auch Río Ayaviri) durchquert den Distrikt in ostsüdöstlicher Richtung.
Der Distrikt Ayaviri grenzt im äußersten Süden an den Distrikt Palca (Provinz Lampa), im Südwesten an die Distrikte Vilavila und Ocuviri (beide in der Provinz Lampa), im Westen an den Distrikt Umachiri, im Norden an die Distrikte Santa Rosa und Nuñoa, im Nordosten an den Distrikt Orurillo sowie im Osten an die Distrikte Asillo, Tirapata (beide in der Provinz Azángaro) und Pucará (Provinz Lampa).